# Renato Preziati
Renato Preziati (Como, 6 gennaio 1905 – 21 aprile 1986) è stato un calciatore italiano, di ruolo ala.

## Carriera
Gioca giovanissimo due stagioni nel Como in Seconda Divisione, poi gioca sette stagioni nella stessa squadra, ribattezzata Comense, in Prima Divisione dal 1926 al 1931: le ultime due stagioni nella nuova Serie B.